# Charlie Sheringham
Charles Edward Sheringham (Chingford, 17 de abril de 1988) é um futebolista inglês que atua como atacante. Atualmente, joga pelo Leatherhead, sendo registrado também como atleta do Dartford.

## Carreira
Filho de Teddy Sheringham, ex-jogador de Manchester United, Tottenham Hotspur, Portsmouth, West Ham e Seleção Inglesa, Charlie profissionalizou-se em 2006, no Crystal Palace, porém nunca atuou em jogos oficiais pelo clube londrino, sendo emprestado ao Crystal Palace Baltimore em 2007, jogando 9 partidas e fazendo um gol.
Após deixar o Palace em 2008, defendeu clubes das divisões inferiores da Inglaterra - Cambridge City, Welling United, Bishop's Stortford, Histon, Dartford, Bournemouth, AFC Wimbledon, Salisbury City, Ebbsfleet United, Bishop's Stortford e Hemel Hempstead Town, assinando em 2020 com o Leatherhead até o encerramento da temporada.
Entre 2017 e 2018, defendeu o Saif de Bangladesh.

## Títulos
Welling United
- Kent Senior Cup: 1 (2008–09)

Bishop's Stortford
- Herts Senior Cup: 1 (2009–10)

Dartford
- Kent Senior Cup: 1 (2010–11)

AFC Wimbledon
- London Senior Cup: 1 (2013–14)

Histon
- Cambridgeshire Professional Cup: 1 (2009–10)